# Powiat Golubsko-Dobrzyński
Der Powiat Golubsko-Dobrzyński ist ein Powiat (Kreis) in der polnischen Woiwodschaft Kujawien-Pommern. Der Powiat hat eine Fläche von 612,98 km², auf der 45.000 Einwohner leben.

## Städte und Gemeinden
Der Powiat umfasst sechs Gemeinden, davon eine Stadtgemeinde, eine Stadt- und Landgemeinde und vier Landgemeinden.

### Stadtgemeinde
- Golub-Dobrzyń (Gollub-Dobrin)

### Stadt-und-Land-Gemeinde
- Kowalewo Pomorskie (Schönsee)

### Landgemeinden
- Ciechocin
- Golub-Dobrzyń
- Radomin
- Zbójno